# Software rău intenționat

Statistici malware 2011

Software-ul rău intenționat, software-ul dăunător (numit adesea malware, cuvânt englez pronunțat pronunție în engleză [ˈmælwɛər], construit din sintagma malicious software, literalmente „software răuvoitor”) este un tip de software proiectat intenționat pentru deteriorarea unui computer sau infiltrarea în el, sau/și deteriorarea ori infiltrarea în întregi rețele de computere, fără consimțământul proprietarului respectiv. Noțiunea se utilizează generalizat de către informaticieni pentru a desemna orice formă ostilă, intruzivă sau supărătoare de software sau cod de program. Termenul de virus din domeniul computerelor este uneori utilizat pentru a desemna nu numai virușii informatici, ci și toate formele de software dăunător. Programele malware variază în funcție de scopul lor, de modul în care infectează un computer, de modul în care se repetă și de daunele sau riscurile de securitate pe care le prezintă. Malware este prezent în toate sistemele de operare Windows, Mac OS, Unix-like, Linux sau Android. Windows este în continuare principalul sistem de operare pentru majoritatea utilizatorilor și, prin urmare, va fi întotdeauna principala țintă pentru malware. 

Malware logo

Primul malware, un virus de calculator, a fost introdus în 1983 de către un cercetător american. În acel moment, potențialul criminal al virușilor de calculator nu era încă previzibil, precum și varietatea diferitelor programe rău intenționate. 
Software-ul dăunător face daunele după ce este implantat sau introdus într-un fel într-un computer țintă și poate lua forma unor coduri executabile, scripturi, conținut activ și alte programe software. Codul este descris ca viruși de calculator, viermi, cai troieni, ransomware, spyware, adware și scareware, printre alți termeni. Malware-ul are o intenție rău intenționată, acționând împotriva interesului utilizatorului computerului - și astfel nu include software care cauzează daune neintenționate din cauza unor deficiențe, care este de obicei un bug software. Aproape fiecare amenințare malware are abilitatea de a bloca un software de securitate legitim. În plus, se pot actualiza singure să descarce malware adițional sau să cauzeze breșe în securitatea sistemului afectat.
Programele furnizate oficial de companii pot fi considerate malware dacă acționează în mod secret împotriva intereselor utilizatorilor de computer. De exemplu, Sony a vândut rootkit-ul Sony, care conținea un cal troian încorporat în CD-uri instalate silențios și ascuns pe calculatoarele cumpărătorilor, cu intenția de a împiedica copierea ilicită. De asemenea, a raportat obiceiurile de ascultare ale utilizatorilor și a creat, în mod neintenționat, vulnerabilități care au fost ulterior exploatate de malware neînrudit.

## Scurt istoric
Primul virus de calculator  s-a lansat în anul 1971, cunoscut sub numele Creeper. A fost conceput cu scop experimental de un angajat IT al guvernului american pe sistemul operare Tenex. Creeper nu avea un efect distructiv, acesta afișa pe monitoare doar un mesaj: “Eu sunt Creeper, prinde-mă dacă poți!” și se propaga în interiorul rețelei ARPANET. Pentru a-l înlătura, a fost creat și un antidot, programul "The Reaper" cunoscut în prezent sub numele de antivirus.
Virusul Elk Cloner a fost scris de Rich Skrenta, în 1982, se atașa la sistemul de operare Apple DOS al calculatoarelor Apple II și se răspândea prin intermediul dischetei. Virusul infecta sectorul de boot al dischetelor, de unde se instala pe calculator. Ca manifestare, Elk Cloner afișa diverse mesaje pe display  și făcea imaginea să clipească.
Termenul "virus" nu a fost cunoscut decât la mijlocul anilor optzeci. Fred Cohen, student la Universitatea din California de Sud a introdus termenul în 1986, într-o teză de doctorat. El a definit virusul ca fiind "un program care poate infecta alte programe prin modificarea acestora pentru a include o versiune posibilă a lui însăși."
Un alt exemplu de malware timpuriu, tot un virus de boot, a apărut în 1986 atunci când doi frați din Pakistan Basit și Amjad Farooq Alvi au lansat programul [[Brain (virus informatic)|Brain], un software cu care voiau să identifice programele copiate. Este considerat ca fiind primul virus compatibil IBM. S-a răspândit prin intermediul dischetelor floppy ocupând doar 360 KB și cauza doar unele mesaje enervante în sistemul PC-ului afectat. Se pare totuși, că pe baza unui cod care stă la baza virusului, Brain a fost precedat de "Ashar", un virus similar.

În 1987, la Universitatea Lehigh din Pennsylvania, Ken van Wyk a realizat un virus cunoscut sub numele de Lehigh care infecta doar COMMAND.COM.

Tot Van Wyk a dezvoltat VIRUS-L, primul forum pentru calculatoare dedicat informațiilor despre virușii de calculator, aceasta după un atac cu viruși asupra computerelor de la Universitatea Lehigh din 1988.

Australianul Roger Thompson este cel care a descoperit virusul Brain și a creat un antivirus denumit Virus Buster care a fost folosit și pentru alți viruși care au apărut după Brain precum Vienna,  Cascade, Stoned, Jerusalem.
Unul dintre primii viermi de calculator distribuiți prin Internet, a fost Morris. Scris de un student absolvent de la Universitatea Cornell, Robert Tappan, a fost lansat pe 2 noiembrie 1988 din sistemele informatice ale Institutului de Tehnologie din Massachusetts. Morris a infectat peste 6000 de calculatoare din S.U.A., inclusiv cele de la NASA, și a dus la blocarea rețelelor. 
La sfârșitul anului 1990 în luna decembrie, Symantec lansează pe piață Norton AntiVirus, unul dintre primele programe antivirus dezvoltate de către principalele  companii IT.
Alan Solomon de la firma britanică S&S International concepe un detector eficient de viruși, Antivirus Toolkit. Programul a fost creat în 1988 și comercializat din 1991. Antivirus Toolkit a fost o suită antivirus care încorporează prevenirea, detectarea și eliminarea virușilor pentru Windows 98, Novell, Unix, Sun Solaris și OS/2. 
Următoarea amenințare serioasă a fost virusul Michelangelo în 1992 cu aproape 20 de mii de utilizatori PC au raportat pierderi de date din cauza virusului. 
În 1992, apare primul virus de Windows. Acesta infecta fișierele executabile (*.exe) și deschidea o nouă etapă a evoluției virușilor. În primăvara anului 1993, Microsoft lansează propriul program anti-virus - Microsoft Anti-Virus (MSAV).
La mijlocul anilor '90, apar macro virușii, cei mai mulți dintre ei erau concepuți pentru aplicațiile  Microsoft Word și Microsoft Excel în Windows dar și pentru Apple Mac. Odată cu apariția Microsoft Outlook, virușii au început să se răspândească prin e-mail, fiind destul de greu de detectat de către software specific. În 1994 erau înregistrați peste 4000 de viruși. 
Melissa a fost un virus macro ce a apărut în perioada 1999 - 2005, se transmitea prin mass-mail și se regăsea în fișiere Word și Excel. A existat în mai multe versiuni, iar printre acțiunile sale se număra ștergerea fișierelor de sistem io.sys și command.com. 
Începând cu anii 2000, se observă o creștere serioasă în malware precum viermi și troiani, transmiși în special prin e-mail. Virușii încep să devină mai sofisticați prin utilizarea tehnicilor polimorfe. Virușii polimorfi fac ca detectarea lor de către programele antivirus să fie dificilă, prin schimbarea modului de acțiune cu fiecare nouă infecție. Unul dintre cei mai cunoscuți și prolifici viruși de acest tip a fost ILOVEYOU.
Rezultatele preliminare ale unui studiu Symantec publicat în 2008, arată că „rata de cod rău intenționat și alte programe malware este mai mare decât cea a software-ului legitim.“ De asemenea, studiul indică faptul că numai în anul 2007 au fost create mai multe programe malware decât în ultimii 20 de ani. În 2010, Symantec numește orașul chinez Shaoxing drept „capitala mondială a malware-ului.“ 
Conform analizelor Microsoft din 2011, site-urile media de socializare și de streaming sunt din ce în ce mai afectate de atacurile malware.
Potrivit companiei Panda Security, în 2012, au fost identificate 27 milioane de malware noi, 75% fiind cai troieni. Aceștia au infectat 31,98% din computerele analizate la nivel mondial.
Trecând de la cercetare și teorie la realitate, infractorii cibernetici au instalat deja cu succes programe malware care au compromis nu numai PCuri, dar și telefoane mobile, ATM-uri, sisteme înglobate, camere de supraveghere video, smartTV, sisteme de automatizare din complexe industriale. 

Criptomonedele au capturat atenția pe scară largă, ducând la o nouă înșelătorie de programe malware numită cryptojacking sau la folosirea în secret a dispozitivului altcuiva pentru a mina pe ascuns pentru criptomonede cu resursele victimelor.
Cybersecurity Ventures raportează că pierderile cauzate de criminalitatea cibernetică, inclusiv programele malware, se așteaptă să atingă 6 trilioane de dolari până în anul 2021. 

## Scopuri
De cele mai multe ori, software-ul dăunător este folosit pentru a lua, fară voia proprietarului, informații personale din computer-ul infectat, cum ar fi:
- Parole
- Date bancare
- Alte informații confidențiale

## Software infecțios  (viruși și viermi informatici, cai troieni)

### Virus informatic
Virușii sunt cel mai vechi dar și cel mai periculos tip de malware. Un virus informatic este un program sau un cod care infectează fișiere și are capacitatea de a se multiplica în copii variate și operaționale, sau se poate copia singur pe alte computere, fără ca acest lucru să fie cerut de utilizator. Virușii infectează sectorul de boot al hard driveului și fișierele executabile și mută datele în cadrul acestui sector, sau îl supra-aglomerează cu informații. Cel mai adesea, virusul informatic se răspândește prin partajarea de software sau fișiere între computere și prin e-mail-uri trimise în masă.

### Vierme informatic
Viermele informatic este un program de calculator independent și autonom care se poate replica pentru a se răspândi în alte fișiere de pe calculatoare. De obicei viermii utilizează o rețea de calculatoare pentru a se răspândi, bazându-se pe breșe de securitate ale computerului țintă. Viermii provoacă daune rețelei, prin creșterea traficului în rețea și consumarea lățimii de bandă. Spre deosebire de virus, un vierme nu are nevoie să se atașeze de un program existent pe calculator.
Viermii de rețea au fost definiți pentru prima dată în anul 1982 de Shoch & Hupp de la Xerox în ACM Communications.

### Cal troian
Un cal troian sau simplu troian, este un program malware care se deghizează în software legitim. Termenul derivă din mitul clasic al calului troian. Spre deosebire de virușii de calculator și viermi, în general troienii nu încearcă să se infiltreze în alte fișiere ale unui calculator sau să se propage în rețea.

Un troian pentru computere este una dintre cele mai periculoase forme de malware, datorită capacității sale de a înșela utilizatorii de intenția sa adevărată. După ce un troian a infectat un computer, acesta se activează și poate fi folosit pentru a obține accesul la un computer și a sustrage date sensibile.
Exemple de cai troiani: Poweliks, FakeAV, Startpage.AABI,OlympicGames, Flame.A,	Ransom.IcePol, Android.Geinimi.A, QHost.

### Rootkit
Rootkit este un tip de troian care permite unui utilizator neautorizat să obțină accesul și controlul asupra unui computer. Rootkit-ul profită de o vulnerabilitate a unui sistem backdoor pe care îl modifică pentru a-i putea folosi resursele nedetectat. 

### Ușă secretă
Ușile secrete (în engleză: backdoor) sunt un tip de software rău intenționat, o modalitate secretă pentru a ocoli sistemele de securitate sau autentificare ale unui computer și de a pătrunde într-un computer sau rețea. Un backdoor poate fi instalat într-un program malware fără știrea utilizatorului, acționând ca un vierme sau troian. 

## Grayware
Grayware (software în zona gri) este un termen generic care se referă la aplicații sau fișiere  neclasificate drept viruși sau troieni, dar care pot afecta în mod negativ performanțele calculatoarele sau a rețelelor. Grayware cuprinde: adware, spyware, scareware, phishing, ransomware, browser hijacker, DoS, etc.

### Adware
Adware afișează anunțuri pe computer. Este cotat ca fiind cel mai puțin periculos dar și cel mai profitabil grayware. Această formă de malware este adesea instalată împreună cu alte aplicații utile, fără știrea utilizatorului și rămâne activ după dezinstalarea acestuia.

### Spyware
Este un program spion folosit pentru a colecta informații personale (nume de autentificare, parole, date personale, informații despre obiceiurile de navigare). Aceste informații sunt folosite în scopuri de marketing și promovare, conducând implicit și la mărirea numărului de spam-uri. De obicei, spyware este inclus în programele de tip shareware. 

### Phishing
Phishing sau înșelăciune electronică, este procesul fraudulos prin care se încearcă obținerea unor informații sensibile, precum nume de utilizatori, parole, și detalii legate de cărți de credit, prin deghizarea într-o entitate de încredere, în cadrul unei comunicări electronice. Phishing are loc pe e-mail sau pe mesageria instantă, și redirecționează utilizatorii către un website unde li se cere să-și introducă datele. 
Exemple de software creat pentru furtul de informații:
- Bancos, un program care fură informații cu ocazia accesării unui site web bancar de către un client al băncii.
- Gator, monitorizează obiceiurile la accesare Internetului ale unor anumiți utilizatori și care apoi transmite datele unui server. Datele sunt folosite apoi pentru a transmite acelui utilizator reclame conforme profilului său.
- LegMir, fură informații despre numele de utilizator, parole și altele, referitoare la jocuri online.

### Rogue software de securitate
Este un termen folosit pentru a descrie programele anti spyware false. Programele care aparțin acestei categorii pot fi clasificate și ca virus. Principala intenție a programelor rogue software, este să determine utilizatorii să achiziționeze versiunea „completă” sau „licențiată” a unei aplicații antispyware falsă și apoi să infecteze sistemul. Exemple ale celor mai periculoase rogue anti-spyware sunt System Tool și Security Defender.

### Scareware
Ca și rogue software, scareware afișează alerte false de detectare a virușilor, cu intenția de comercializa un produs de scanare fals. 

### Ransomware
Cunsocut și sub numele de "cryptovirus", "cryptotroian" sau "cryptoworm", ransomware
este un tip de software rău intenționat care blochează accesul la calculator și cere plata unei recompense. Unele versiuni de ransomware pretind că plata ar trebui efectuată pentru a evita pedepsirea de către o autoritate guvernamentală (FBI sau o agenție locală), sau că acesta este singurul mod de a decripta datele criptate. Primele variante ale acestui tip de malware au fost lansate în Rusia. Ransomware se poate răspândi prin atașamentele de e-mail, software infectat și site-uri compromise. Cele mai cunoscute exemple de ransomware sunt WannaCry, CryptoLocker, Locky și FBI MoneyPak.

## HTTP și FTP

### Browser hijacker
Browser hijacker este un program sau un cod malware care schimbă setări din browser, pagina de start, paginile de căutare, astfel încât utilizatorii sunt redirecționați către diferite site-uri web predeterminate care încearcă să își crească popularitatea (site-uri pornografice, de reclame etc). Cei mai comuni browser hijackeri:  Ask Toolbar, Babylon Toolbar, CoolWebSearch, Onewebsearch, Delta Homes, Mystartsearch, Dregol.

### Bot și botnet
Un botnet este o rețea de calculatoare care, fiind infectate cu malware, sunt interconectate și imediat ce există o conexiune la Internet, poate reacționa la comenzile de la distanță ale atacatorilor cibernetici. Calculatoarele independente sunt cunoscute ca boți sau zombi. Adesea, atacatorii folosesc botneturi pentru a trimite campanii de spam și phishing sau pentru a executa atacuri DoS pe serverele țintă. 

### Pharming
Pharming reprezintă redirecționarea traficului către un site fals. De exemplu, atunci când un utilizator încearcă să viziteze un site de shopping, el poate fi redirecționat către un alt website care este plin de pop-up-uri și reclame. Hackerii recurg la pharming pentru a genera venituri din publicitate.

### Sniffer
Sniffer-ele sunt folosite pentru a capta datele transmise pe o rețea. Acestea pot fi folosite fie pentru a întări sau slăbi securitatea unei rețele. 

### Troieni FTP
Această categorie de troieni deschid portul 21 pe computerul infectat lăsând unui atacator, ce are un client de FTP, să se conectez la sistemul infectat pentru a putea realiza descărcare și încărcare de fișiere.

## Amenințări SMTP țintă
Adesea programele rău intenționate atacă implementările protocolului de transmitere al mesageriei electronice cunoscută ca e-mail, sau poștă electronică SMTP, „atașându-se” de un mesaj electronic care îl propagă, la fel ca paraziții care sunt transmiși prin intermediul ființei vii de care se atașează. Pe măsură ce utilizatorii poștei electronice contracarează din ce în ce mai bine atacurile de tip spam, criminalii din ciberspațiu distribuie software de tip crimeware cu scopul deranjării unei anumite organizații sau ramuri industriale.

### Spam
Spam sau spamming este procesul de expediere a mesajelor electronice nesolicitate, de cele mai multe ori cu caracter comercial, de publicitate pentru produse și servicii dubioase. Spam-ul se distinge prin caracterul agresiv, repetat și prin trimiterea continuă a unor mesaje de la același expeditor.

E-mail spoofing reprezintă un e-mail ce pare că a venit dintr-o anume sursă, dar, de fapt, a fost generat de către alta. Falsificarea antetului unui e-mail permite celor care trimit spam să compună e-mail-uri cărora nu li se poate fi detectata sursa. 

## Protecție
O strategie de protecție împotriva programelor dăunătoare este de a împiedica accesul software-ului malware la computerul țintă. Din acest motiv, software antivirus, firewall și anti-spyware sunt folosite pentru a proteja împotriva introducerii de programe nocive, în plus față de verificarea prezenței malware și a activității rău intenționate și recuperarea de atacuri.
Protecție antivirus - De obicei, programele antivirus rulează automat pe fundal și monitorizează pentru probleme. Când un virus este detectat, utilizatorul este avertizat că programul încearcă să introducă virusul în carantină sau să-l șteargă.
Protecție împotriva spyware - Programele anti-spyware scanează pentru malware spion pentru a le îndepărta din calculator. Produsele anti-spyware sunt concepute pentru a localiza și îndepărta spyware-ul din computer. Acestea sunt eficiente, de cele mai multe ori, împotriva troienilor și a viermilor. Totuși nu oferă protecție eficientă împotriva virușilor. Astfel, siguranța calculatorului presupune atât metode de apărare anti-spyware, cât și anti-virus.
Protecție împotriva adware - Programele anti-adware caută aplicații ce afișează reclame pe calculator.
Protecție împotriva phishing - Programele anti-phishing blochează adresele IP ale site-urilor web de phishing cunoscute și avertizează utilizatorul în legatură cu site-uri web suspecte.

### Programe anti-malware
- Ad-Aware
- Avast
- AVG
- Avira
- BitDefender
- ClamAV
- ClamWin
- Dr. Web
- ESET
- Fireeye
- HijackThis
- Iobit Malware Fighter
- Kaspersky
- Malwarebytes' Anti-Malware
- McAfee
- Microsoft AntiSpyware
- Microsoft Security Essentials
- Norman (software)
- Norton AntiVirus
- Panda Cloud Antivirus
- Panda Security
- Sophos
- Sokx Pro
- Spybot - Search & Destroy
- SpywareBlaster
- Spyware Doctor
- Symantec
- TrustPort
- Windows Defender
- Windows Live OneCare
- Winpooch